# Bezinteresowność
Bezinteresowność (od łac. interesse „korzyść, interes, dochód”) – w etyce taka cecha działania podmiotu, przy której celem działania nie jest korzyść podmiotu, ale dobro innej osoby. Bezinteresowność jako cecha działania podmiotu łączy się z altruizmem jako postawą etyczną, przy której człowiek działa dla dobra innych, nawet za cenę poświęcenia dobra własnego.
Według filozofii personalistycznej bezinteresowność jest wynikiem woli, natomiast w filozofii deontologicznej wynika z przyjętej przez jednostkę normy moralnej. W teorii czynu supererogatywnego czyn bezinteresowny jest aktem wolnym, świadomym, a także wynikającym z realizacji immanentnej dla podmiotu normy.
Specyficzne rozumienie pojęcia bezinteresowności, powiązane z pojęciem bezinteresownej kontemplacji, przedstawił Immanuel Kant w Krytyce władzy sądzenia. Dla Kanta bezinteresowność stanowi niezbędny element postawy estetycznej, gdzie upodobanie nie wypływa z motywów osobistych i nie wiąże się z motywacjami praktycznymi ani poznawczymi.